# Harriet Smithson

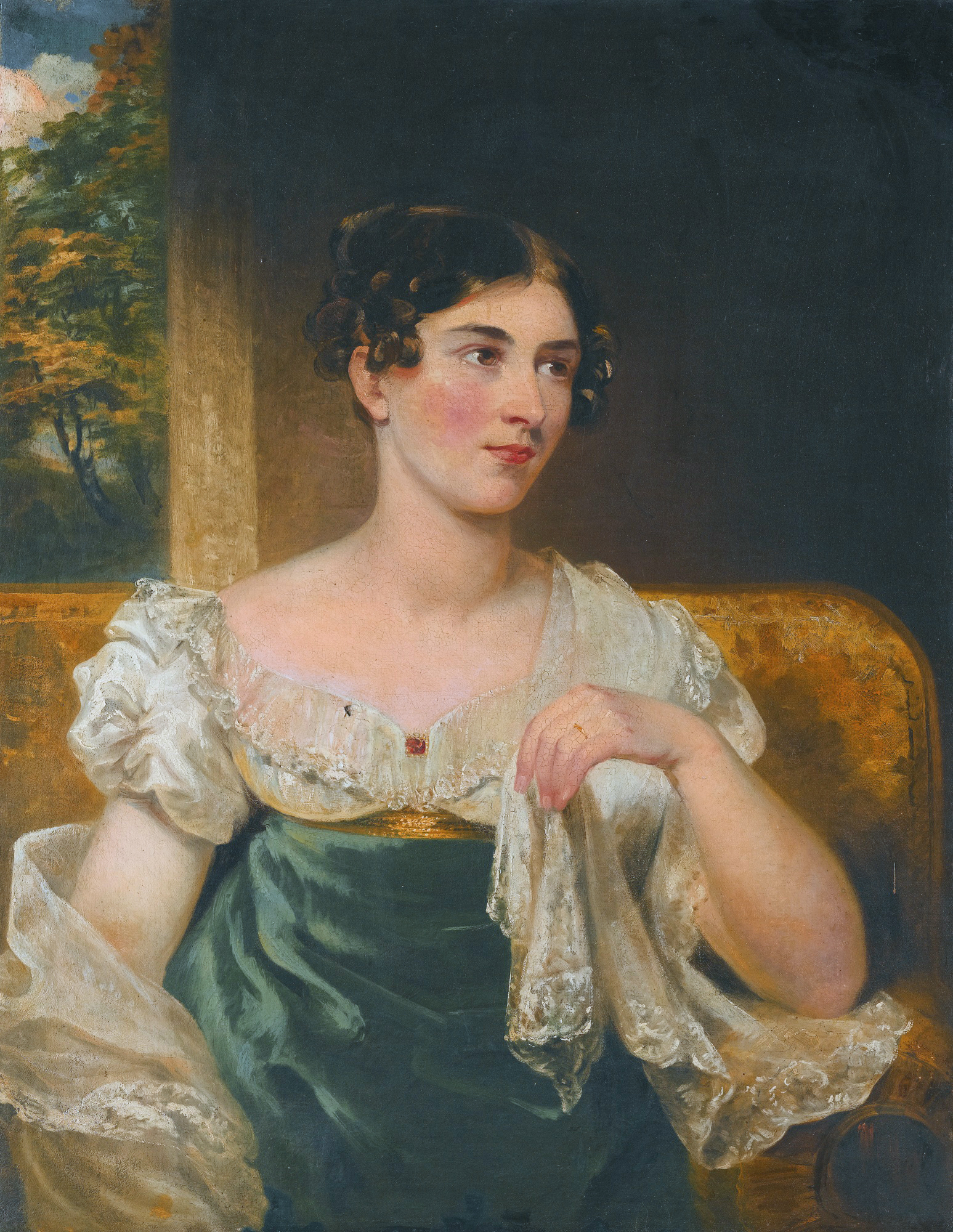
Harriet Smithson door George Clint, ongedateerd.

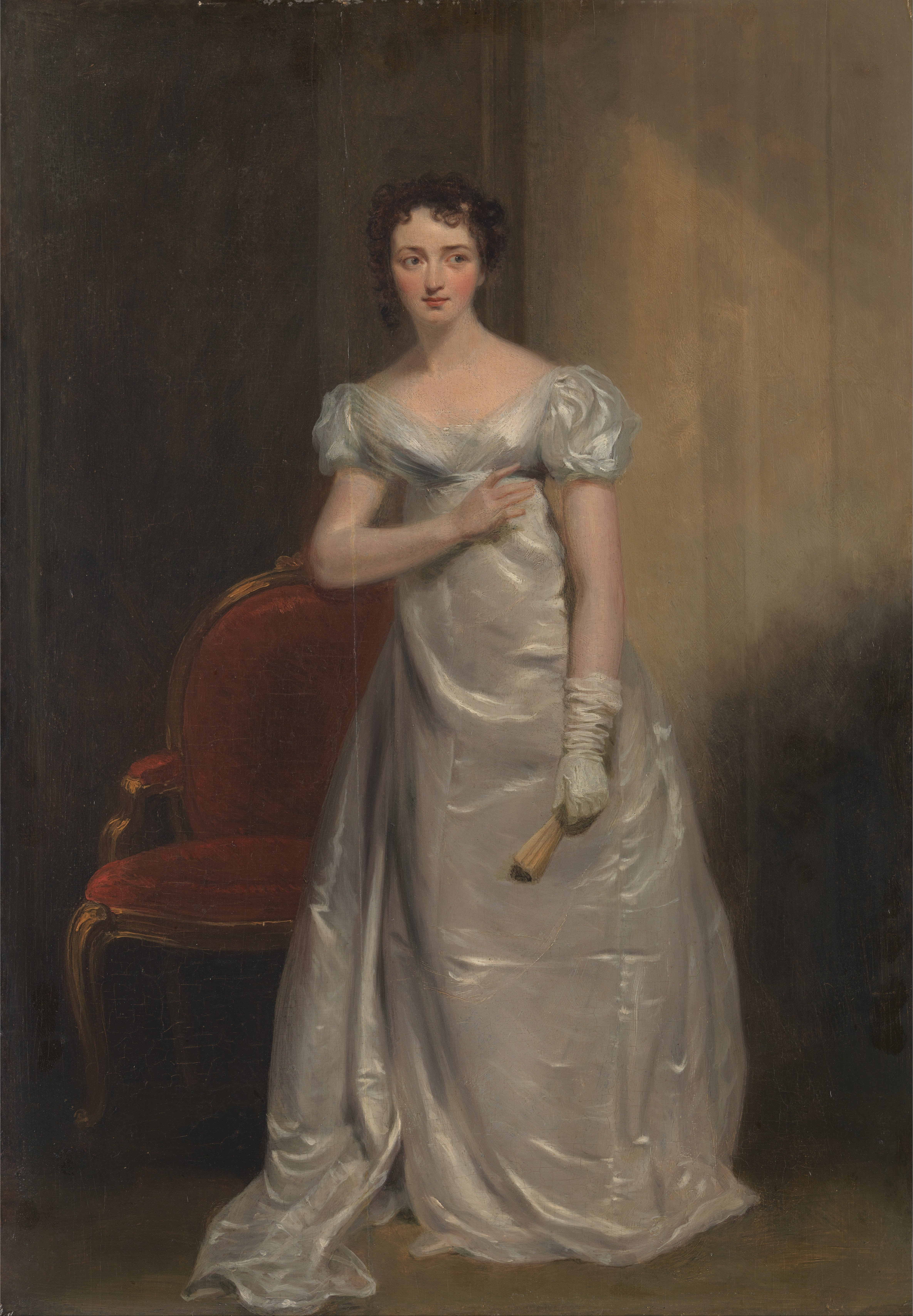
Harriet Smithson als actrice (George Clint, 1822)

Harriet Constance Smithson (Ennis, Ierland, 1800 - Parijs, 3 maart 1854) was een Ierse actrice en de eerste vrouw van Hector Berlioz. Zij was het voorwerp van zijn 'idée-fixe' dat de Symphonie fantastique beheerst.
Harriet Smithson maakte haar toneeldebuut in 1815 in Dublin, en drie jaar later trad ze voor het eerst op in Drury Lane in Londen.
Ze had geen bijzonder succes in Engeland, maar toen zij in 1827 als lid van een Engels toneelgezelschap in Parijs optrad, wekte ze een ongekend enthousiasme als vertolker van rollen van Shakespeare en andere Engelse toneelschrijvers. Een van haar vurigste bewonderaars was Berlioz, met wie zij in 1833 in het huwelijk trad.
Toen was haar populariteit al voorbij, en zij stak diep in de schulden. Nadat zij mank geworden was als gevolg van een beenbreuk, zei zij het toneel vaarwel. Ook haar huwelijk was geen succes, en vanaf 1840 leefden Berlioz en zij gescheiden. Haar gezondheid takelde af als gevolg van overmatig drankgebruik, en nadat zij door enkele beroertes was getroffen, stierf zij in 1854.
In 1829 gaf Harriet Smithson met een Engels toneelgezelschap een serie voorstellingen in Amsterdam.
- Bibsys: 90073370
- Biblioteca Nacional de España: XX6071744
- Bibliothèque nationale de France: cb14472734k (data)
- Gemeinsame Normdatei: 11613626X
- International Standard Name Identifier: 0000 0000 3382 981X
- Library of Congress Control Number: n81134221
- Nationale bibliotheek van Australië: 50002906
- Nationale Bibliotheek van Israël: 987007417790105171
- Nederlandse Thesaurus van Auteursnamen: 070933014
- SNAC: w6dg1b9x
- Système universitaire de documentation: 076993698
- Trove: 1525962
- Virtual International Authority File: 54373336
- WorldCat: E39PBJf8tHJBHWQh4DQYfJvT73